# Tipula malaisei
Tipula malaisei är en tvåvingeart som beskrevs av Alexander 1927. Tipula malaisei ingår i släktet Tipula och familjen storharkrankar. Inga underarter finns listade i Catalogue of Life.